# LUCY (大貫妙子のアルバム)
『LUCY』（ルーシー）は、1997年6月6日に発売された大貫妙子の通算17作目のスタジオ・アルバム。発売元はEASTWORLD / 東芝EMI。

## 概要
タイトルの″ルーシー″とは、およそ320万年前にエチオピアで生活していたとされる猿人女性の骨格化石につけられた愛称で、人類の祖先としては最古のものと考えられており、ルーシーを″人類の母″であると多くの学者が分析しているとの説がある。
メイン・プロデューサーとして、1985年のアルバム『copine』以来12年振りとなる坂本龍一を迎えており、また、アメリカ出身のギタリストで歌手、作曲家のアート・リンゼイも3曲のプロデュースに携わっている。前作『TCHOU』と同様にブラジル音楽やラテン音楽を取り入れつつも、当時の流行を意識した音響にもこだわった1枚である。
先行シングル「Happy-go-Lucky」を収録。M-1「LULU」は、フランスで制作されたマルチメディアCD-ROM『LULU』の日本語版の朗読を担当することになった大貫が、音楽担当のオリビエ・プリズラックと意気投合し、『LULU』をテーマとして作曲した作品。M-5「TANGO」は大貫が詞を提供した坂本龍一のアルバム『スムーチー』収録曲のカバー。
2016年3月にはリマスター盤SHM-CDが発売され、2020年12月にはLPレコードが限定盤として発売された。

## 収録曲

### CD
| 全作詞: 大貫妙子（特記以外）、全作曲: 大貫妙子（M-5を除く）、M-5: 坂本龍一。 |                                                    |                      |                                      |                         |      |
| #                                                                            | タイトル                                           | 作詞                 | 作曲・編曲                           | 編曲                    | 時間 |
| 1.                                                                           | 「LULU」                                           | 大貫妙子（特記以外） | 大貫妙子（M-5を除く）、M-5: 坂本龍一 | 坂本龍一                | 4:28 |
| 2.                                                                           | 「Happy-go-Lucky」                                 | 大貫妙子（特記以外） | 大貫妙子（M-5を除く）、M-5: 坂本龍一 | 坂本龍一                | 4:26 |
| 3.                                                                           | 「Simba kubwa」                                    | 大貫妙子（特記以外） | 大貫妙子（M-5を除く）、M-5: 坂本龍一 | 坂本龍一                | 5:15 |
| 4.                                                                           | 「Volcano」                                        | 大貫妙子（特記以外） | 大貫妙子（M-5を除く）、M-5: 坂本龍一 | 坂本龍一                | 5:31 |
| 5.                                                                           | 「TANGO」(スペイン語詞: Fernando Aponte)           | 大貫妙子（特記以外） | 大貫妙子（M-5を除く）、M-5: 坂本龍一 | 坂本龍一                | 5:57 |
| 6.                                                                           | 「夢のあと」                                       | 大貫妙子（特記以外） | 大貫妙子（M-5を除く）、M-5: 坂本龍一 | Arto Lindsay            | 4:06 |
| 7.                                                                           | 「Cacao」                                          | 大貫妙子（特記以外） | 大貫妙子（M-5を除く）、M-5: 坂本龍一 | Arto Lindsay            | 3:15 |
| 8.                                                                           | 「Mon doux Soleil」(フランス語詞: Stephane Dupont) | 大貫妙子（特記以外） | 大貫妙子（M-5を除く）、M-5: 坂本龍一 | 坂本龍一 & Arto Lindsay | 4:38 |
| 9.                                                                           | 「空へ」                                           | 大貫妙子（特記以外） | 大貫妙子（M-5を除く）、M-5: 坂本龍一 | 坂本龍一                | 5:26 |
| 10.                                                                          | 「Rain」                                           | 大貫妙子（特記以外） | 大貫妙子（M-5を除く）、M-5: 坂本龍一 | 坂本龍一                | 6:05 |
| 合計時間:                                                                    | 合計時間:                                          | 合計時間:            | 49:24                                |                         |      |

### LP
| 全作詞: 大貫妙子（特記以外）、全作曲: 大貫妙子（M-5を除く）、M-5: 坂本龍一。 |                                          |                      |                                      |          |      |
| #                                                                            | タイトル                                 | 作詞                 | 作曲・編曲                           | 編曲     | 時間 |
| 1.                                                                           | 「LULU」                                 | 大貫妙子（特記以外） | 大貫妙子（M-5を除く）、M-5: 坂本龍一 | 坂本龍一 | 4:28 |
| 2.                                                                           | 「Happy-go-Lucky」                       | 大貫妙子（特記以外） | 大貫妙子（M-5を除く）、M-5: 坂本龍一 | 坂本龍一 | 4:26 |
| 3.                                                                           | 「Simba kubwa」                          | 大貫妙子（特記以外） | 大貫妙子（M-5を除く）、M-5: 坂本龍一 | 坂本龍一 | 5:15 |
| 4.                                                                           | 「Volcano」                              | 大貫妙子（特記以外） | 大貫妙子（M-5を除く）、M-5: 坂本龍一 | 坂本龍一 | 5:31 |
| 5.                                                                           | 「TANGO」(スペイン語詞: Fernando Aponte) | 大貫妙子（特記以外） | 大貫妙子（M-5を除く）、M-5: 坂本龍一 | 坂本龍一 | 5:57 |

| 全作詞: 大貫妙子（特記以外）、全作曲: 大貫妙子。 |                                                    |                      |            |                         |      |
| #                                                | タイトル                                           | 作詞                 | 作曲・編曲 | 編曲                    | 時間 |
| 1.                                               | 「夢のあと」                                       | 大貫妙子（特記以外） | 大貫妙子   | Arto Lindsay            | 4:06 |
| 2.                                               | 「Cacao」                                          | 大貫妙子（特記以外） | 大貫妙子   | Arto Lindsay            | 3:15 |
| 3.                                               | 「Mon doux Soleil」(フランス語詞: Stephane Dupont) | 大貫妙子（特記以外） | 大貫妙子   | 坂本龍一 & Arto Lindsay | 4:38 |
| 4.                                               | 「空へ」                                           | 大貫妙子（特記以外） | 大貫妙子   | 坂本龍一                | 5:26 |
| 5.                                               | 「Rain」                                           | 大貫妙子（特記以外） | 大貫妙子   | 坂本龍一                | 6:05 |

## 参加ミュージシャン
| LULU - Keyboards & Computer Programming: 坂本龍一 - Background Vocal: 大貫妙子 - Samples from ″LULU″ Happy-go-Lucky - Keyboards,Computer Programming & Percussion: 坂本龍一 - Guitar: Eddie Martinez - Bass: Will Lee - Percussion: Vinicius Cantuária - Background Vocal: 大貫妙子 Simba kubwa - Keyboards,Computer Programming & Percussion: 坂本龍一 - Guitar,Percussion & Voice: Vinicius Cantuária - Bass: Will Lee Volcano - Keyboards & Computer Programming: 坂本龍一 - Percussion: Vinicius Cantuária - Background Vocal:大貫妙子 - Strings section led by David Nadien TANGO - Keyboards & Piano: 坂本龍一 - Guitar: Vinicius Cantuária - Background Vocal: Fernando Aponte - Strings section led by David Nadien | 夢のあと - Guitar & Percussion: Vinicius Cantuária - Accordion: Guy Klucevsek - Keyboards & Piano: 坂本龍一 Cacao - Guitar & Percussion: Vinicius Cantuária - Synthesizer: Peter Scherer - Keyboards & Computer Programming: 坂本龍一 - Background Vocal: 大貫妙子 Mon doux Soleil - Guitar & Percussion: Vinicius Cantuária - Keyboards,Computer Programming & Piano: 坂本龍一 - Background Vocal: 大貫妙子 空へ - Piano: 坂本龍一 - Strings section led by David Nadien Rain - Tenor Sax: Andy Snitzer - Keyboards & Computer Programming: 坂本龍一 - Cup & Background Vocal: 大貫妙子 |

## 発売履歴
| 発売日        | レーベル            | 規格       | 規格品番  | 備考         |
| ------------- | ------------------- | ---------- | --------- | ------------ |
| 1997年6月6日  | EASTWORLD / 東芝EMI | CD         | TOCT-9873 |              |
| 2016年3月30日 | UNIVERSAL MUSIC     | SHM-CD     | UPCY-7101 | リマスター盤 |
| 2016年3月30日 | UNIVERSAL MUSIC     | 音楽配信   |           |              |
| 2020年12月2日 | UNIVERSAL MUSIC     | LPレコード | UPJY-9126 | 限定盤       |

## 参考資料
- 大貫妙子『LUCY』（ライナーノーツ）東芝EMI、1997年6月6日。TOCT-9873。